# Народна партія (Португалія)
Соціал-демократичний центр / Народна партія (порт. Centro Democrático Social / Partido Popular, CDS-PP) — політична партія Португалії, займає праву позицію, характеризуючись трьома основними ідеологічними течіями — християнською демократією, консерватизмом і класичним лібералізмом.

## Історія
Партію було засновано 19 липня 1974 року. Серед засновників був і колишній прем'єр-міністр Португалії Діогу Фрейташ ду Амарал, який також був кандидатом у президенти Республіки, наразі виконує функції міністра закордонних справ в уряді Жозе Сократеша.
Представники Соціал-демократичного центру входили до складу різних урядів Португалії, але завжди в коаліції з представниками інших партій: спочатку з Соціалістичною партією (уряд Маріу Соареша), пізніше з Соціал-демократичною партією і монархістами (утворивши так званий Демократичний альянс у 1979—1980 роках) і знову з Соціал-демократичною партією після законодавчих виборів у 2002 році.
В даний час має 12 місць у парламенті (при загальній кількості 230 депутатів), здобувши 7,3 % на законодавчих виборах у 2005 році. Наразі партія перебуває в опозиції по відношенню до уряду Жозе Сократеша.
Партія має декілька дочірніх організацій з автономними правами. Серед яких виділяється Народна молодь (порт. Juventude Popular) і Федерація робітників християн-демократів (порт. Federação dos Trabalhadores Democratas Cristãos). Є членом Міжнародного демократичного союзу.
Лідером партії на посаді є юрист Паулу Порташ (з квітня 2007 року, коли отримав 75 % голосів на прямих внутріпартійних виборах).

## Список голів партії

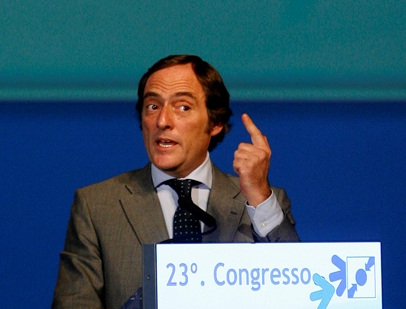
Паулу Порташ, голова партії з 2007 р.

- Діогу Фрейташ ду Амарал (1974—1982)
- Франсішку Лукаш Піріш (1983—1985)
- Адріану Морейра (1986—1988)
- Діогу Фрейташ ду Амарал (1988—1991)
- Мануел Монтейру (1992—1996)
- Паулу Порташ (1997—2005)
- Жозе Рібейру і Каштру (2005—2007)
- Паулу Порташ (2007—2016)

## Прем'єр-міністри
- Діогу Фрейташ ду Амарал (1980—1981) — був тимчасово в.о. прем'єр-міністра після загибелі Франсішку Са Карнейру в авіакатастрофі.